# Rose Blumkin
Rose Blumkin, známá jako Mrs. B, (roz. Gorelick; 3. prosince 1893, Ščadryn, Ruské impérium, dnešní Bělorusko – 9. srpna 1998, Omaha, USA) byla americká podnikatelka židovského původu, pocházející z dnešního Běloruska.
Do USA emigrovala jako 24letá bez znalosti angličtiny a negramotná. V roce 1937 založila obchod s použitým nábytkem Nebraska Furniture Mart. Při jeho založení do něj investovala všechny své dlouholeté úspory, které dosahovaly 500 dolarů. Vybudovala z něj největší obchod s interiérovým nábytkem v Americe. O 46 let později ho od ní odkoupil americký investor Warren Buffett za 60 milionů dolarů.
Jejím krédem podle jejího nekrologu v New York Times bylo „Prodávejte levně, říkejte pravdu, nikoho nepodvádějte.“

## Život
Rose Blumkin se narodila v roce 1893 jako Rosa Gorelick do židovské rodiny ve vesnici Ščadryn poblíž Babrujsku v tehdejší Ruské říši, současném Bělorusku. Byla jedním z osmi dětí Solomona a Chasji Gorelickových. Nikdy nechodila do školy. Její otec byl rabín, matka provozovala obchod s potravinami. Když jí bylo 20 let, provdala se za Izju (Isadora) Blumkina.
Rose emigrovala do Spojených států v roce 1917. Do Seattlu přijela bez znalosti angličtiny, navíc byla negramotná. Americký Červený kříž ji přivezl do Fort Dodge v Iowě, kde žil její manžel. O dva roky později, v roce 1919, se přestěhovali do Omahy v Nebrasce, protože zde žilo mnoho ruských Židů. Rose se totiž stále nedařilo naučit se anglicky. V Omaze založili obchod s použitým oblečením.

## Podnikání
V roce 1933, když jí bylo 40 let, Rose v suterénu obchodu svého manžela otevřela obchod s použitým nábytkem Nebraska Furniture Mart. Investovala do něj 500 dolarů (v r. 2022 by s ohledem na inflaci šlo zhruba o 9 171 dolarů).
Její podnik rostl, až se stal největším obchodem s interiérovým nábytkem v Americe. Tato skutečnost zaujala pozornost investora Warrena Buffetta, který od ní v roce 1983 koupil 90% podíl, a to za 60 milionů dolarů (k roku 2022 asi 158 milionů dolarů).
V roce 1989, šest let poté, co prodala většinu své společnosti Berkshire Hathaway, odešla Rose Blumkin do důchodu. Už za tři měsíce ho ale ukončila a naproti svému prvnímu podniku otevřela konkurenční obchod. V roce 1991 se dostala do zisku. O rok později získal Buffett i tento obchod. Rose se dál účastnila každodenního provozu až do doby krátce před svou smrtí ve věku 104 let.
Zemřela 9. srpna 1998 v důsledku srdečních problémů a chronické bronchitidy. Je pohřbena na židovském hřbitově Golden Hill v Omaze.

## Filantropie, ocenění
Rose Blumkin byla  filantropkou, mj. významnou dárkyní Židovského komunitního centra v Omaze. 
Získala čestné tituly na New York University a Creighton University.